# Gaston Taïeb
Gaston Taïeb (arabe : ڨاستون الطيب) est un footballeur tunisien. Il évolue au poste de gardien de but au sein du Club africain.

## Biographie
Gaston, comme le nommaient les clubistes, était un rempart infranchissable. Longiligne, agile et tout de noir vêtu, il écœurait les attaques adverses.

## Carrière
- 1941-1951 : Club africain (Tunisie)[1]

## Palmarès
Club africain
- Championnat de Tunisie (2) : 
  - Champion : 1947 et 1948.